# Mathias Kvistgaarden
Mathias Kvistgaarden, né le 15 avril 2002 à Birkerød au Danemark, est un footballeur international danois qui évolue au poste d'avant-centre à Norwich City.

## Biographie

### Brøndby IF
Né à Birkerød au Danemark, Mathias Kvistgaarden commence le football avec le club local du IF Skjold Birkerød (en), puis il est formé par le Lyngby BK qu'il rejoint à l'âge de onze ans avant de poursuivre sa formation au Brøndby IF. Il se fait notamment remarquer avec l'équipe U19 lors de la saison 2019-2020 en inscrivant onze buts en seize matchs de championnat et termine deuxième meilleur buteur cette saison-là alors que les jeunes de Brøndby finissent deuxième du championnat.
En juillet 2020 il signe un nouveau contrat de trois ans avec le Brøndby IF.
En 2021, après avoir fait ses débuts en championnat, Kvistgaarden devient champion du Danemark avec son club formateur,,.
Il inscrit son premier but en professionnel le 6 mars 2022, lors d'une rencontre de championnat face au Silkeborg IF. Entré en jeu en cours de partie alors que le score est de zéro à zéro, le jeune attaquant de 19 ans inscrit le seul but de la partie, et permet donc aux siens de l'emporter et de poursuivre une série de neuf victoires consécutives en championnat pour Brøndby. Il connait sa première titularisation en championnat le 14 avril 2022, face à l'Aalborg BK. Son équipe s'incline toutefois par un but à zéro ce jour-là. Le 29 avril 2022, Kvistgaarden prolonge son contrat avec Brøndby jusqu'en juin 2025.
Le 26 mai 2023, Kvistgaarden prolonge de nouveau son contrat avec le Brøndby IF, étant désormais lié au club jusqu'en juin 2027.

### Norwich City
Le 8 juillet 2025, Mathias Kvistgaarden rejoint l'Angleterre afin de s'engager en faveur de Norwich City. Il signe un contrat de quatre ans, soit jusqu'en juin 2029, avec une option pour une saison supplémentaire. Le transfert est estimé à 6,9 millions de livres,.

### En sélection
Mathias Kvistgaarden représente le Danemark en sélection. Avec les moins de 18 ans il joue six matchs pour trois buts entre 2019 et 2020, avec un doublé contre la Suisse le 8 octobre 2019 (2-2 score final).
En mai 2022, Mathias Kvistgaarden est convoqué pour la première fois avec le Danemark espoirs par le sélectionneur Jesper Sørensen. Il joue son premier match avec les espoirs durant ce rassemblement, en étant directement titularisé le 4 juin 2021 face au Kazakhstan. Les Danois l'emportent ce jour-là par trois buts à zéro,. Kvistgaarden marque son premier but avec les espoirs contre la Turquie. Il entre en jeu à la place de Rasmus Højlund et marque sur un service de Gustav Isaksen, contribuant à la victoire de son équipe par trois buts à deux.

## Statistiques
| Saison                | Club                  | Championnat           | Championnat | Championnat | Coupe(s) nationale(s) | Coupe(s) nationale(s) | Compétition(s) continentale(s) | Compétition(s) continentale(s) | Compétition(s) continentale(s) | Total | Total |
| Saison                | Club                  | Division              | M.          | B.          | M.                    | B.                    | Comp.                          | M.                             | B.                             | M.    | B.    |
| 2019-2020             | Brøndby IF            | Superligaen           | 1           | 0           | -                     | -                     | -                              | -                              | -                              | 1     | 0     |
| 2020-2021             | Brøndby IF            | Superligaen           | 2           | 0           | 2                     | 0                     | -                              | -                              | -                              | 4     | 0     |
| 2021-2022             | Brøndby IF            | Superligaen           | 16          | 5           | 2                     | 0                     | C1+C3                          | 1+1                            | 0+0                            | 20    | 5     |
| 2022-2023             | Brøndby IF            | Superligaen           | 30          | 7           | 1                     | 0                     | C4                             | 4                              | 2                              | 35    | 9     |
| 2023-2024             | Brøndby IF            | Superligaen           | 24          | 8           | 4                     | 2                     | -                              | -                              | -                              | 28    | 10    |
| 2024-2025             | Brøndby IF            | Superligaen           | 29          | 17          | 6                     | 4                     | C4                             | 3                              | 2                              | 38    | 23    |
| Sous-total            | Sous-total            | Sous-total            | 102         | 37          | 15                    | 6                     | -                              | 9                              | 4                              | 126   | 47    |
| Total sur la carrière | Total sur la carrière | Total sur la carrière | 102         | 37          | 15                    | 6                     | -                              | 9                              | 4                              | 126   | 47    |

## Palmarès

### En club
Brøndby IF
- Championnat du Danemark (1) :
  - Champion : 2020-2021.